# Flaksvatn Station
Flaksvatn Station (Flaksvatn stasjon) var en jernbanestation på Lillesand–Flaksvandbanen, der lå ved indsøen Flakksvann i Birkenes kommune i Norge. Stationen var endestation for banen fra Lillesand.
Stationen åbnede da banen blev taget i brug 4. juni 1896. Oprindeligt hed den Flaksvand, men den skiftede navn til Flaksvatn i 1923. Den blev nedgraderet til holdeplads 15. maj 1914. Banen var primært beregnet til transport af tømmer, men der var også en beskeden trafik med andet gods og med passagerer. Persontrafikken overgik efterhånden til busser fra 1928, og omkring december 1931 blev stationen yderligere nedgraderet til trinbræt. Fra 1942 kørte godstogene kun efter behov. Banen blev nedlagt 1. juli 1953.
Stationsbygningen blev opført til åbningen i 1896 og rummede billetsalg og ventesal. Der var tre sidespor, et på selve stationen, et til Flaksvand Dampsag og Høvleri og et til Kjerraten med egen dampdreven tømmerlæsningsmaskine (lokomobil) direkte fra Flakksvann. Desuden var der en kulgård og en drejeskive til at vende lokomotiverne med. Den første stationsforstander var Haaver Birkenes. Stationsbygningen og kulgården eksisterer stadig.